# Dearing (Kansas)
Pour les articles homonymes, voir Dearing.
Dearing est une ville du comté de Montgomery, dans l’État du Kansas, aux États-Unis.